# Sphagnum negrense
Sphagnum negrense är en bladmossart som beskrevs av Mitten 1869. Sphagnum negrense ingår i släktet vitmossor, och familjen Sphagnaceae. Inga underarter finns listade i Catalogue of Life.